# کلاه‌صورتی آویزان
کلاه‌صورتی آویزان (نام علمی: Scadoxus cyrtanthiflorus) نام یک گونه از سرده کلاه‌صورتی‌ها است.